# Tour d'Avignonet-Lauragais
La tour d'Avignonet-Lauragais est une tour de défense située dans le département de la Haute-Garonne en France commune d'Avignonet-Lauragais.

## Localisation
La tour poivrière est située à côté de la porte de Cers sur la commune de Avignonet-Lauragais.

## Description
Tour de défense en forme de poivrière, constitué de moellons recouverte d'une poivrière en pierre.

## Histoire
Tour de défense construite en 1356 est le reste de la porte fortifiée de ville. C'est une des rares traces de fortifications médiévales en Haute-Garonne. 
La Tour est inscrite au titre des monuments historiques par arrêté du 28 avril 1965.